# Millénaire julien
Pour les articles homonymes, voir Millénaire (homonymie).
En astronomie, un millénaire julien est une unité de temps, non reconnue par le Système international d'unités, correspondant exactement à 1000 années juliennes, elles-mêmes composées de 365,25 jours (au sens de périodes de 24 heures). Un millénaire julien correspond donc à une période de 31 557 600 000 secondes.
L'usage du millénaire julien est relativement inusité et n'est pas recommandé en astronomie. Il n'existe pas de symbole officiel pour le millénaire julien. Celui-ci se déduit en principe comme étant « ka », le k correspondant au préfixe kilo et le a au symbole de l'année julienne.